# مونته دی پاسکی دی سیه‌نا

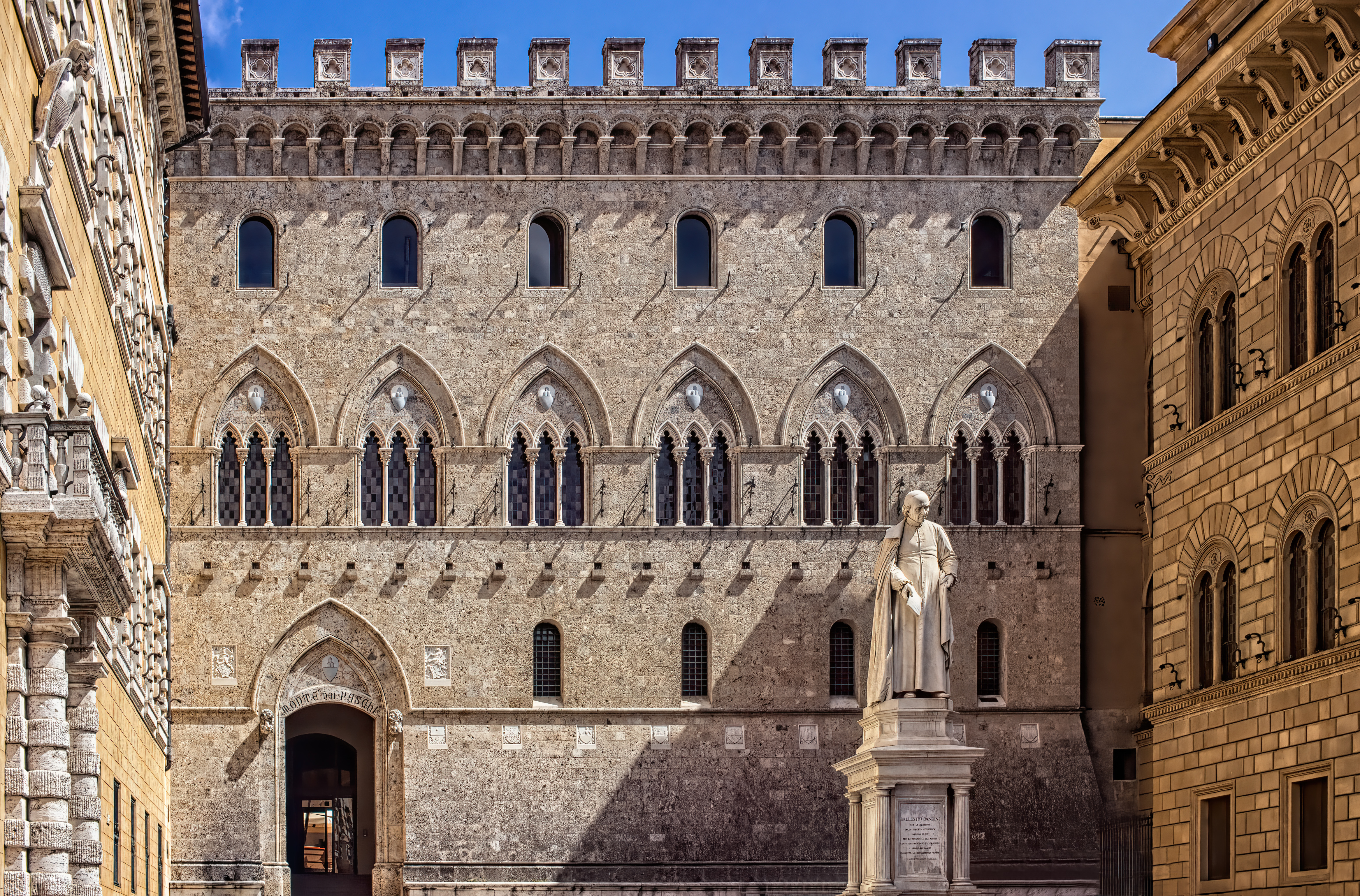
ساختمان مرکزی مونته دی پاسکی دی سیه‌نا

مونته دی پاسکی دی سیه‌نا (به ایتالیایی: Monte dei Paschi di Siena) یکی از قدیمی‌ترین بانک‌های فعال در جهان و سومین بانک بزرگ در کشور ایتالیا است، که طیف وسیعی از خدمات بانکی شامل بانکداری خرد، بانکداری اختصاصی، بانکداری شرکتی، بانکداری سرمایه‌گذاری، مدیریت سرمایه‌گذاری و خدمات بیمه را ارائه می‌نماید.
بانک مونته دی پاسکی دی سیه‌نا در سال ۱۴۷۲ با دستور دولت جمهوری سیه‌نا تأسیس شد و در طول بیش از ۵۰۰ سال فعالیتش در حوزه بانکداری، هیچگاه دچار ورشکستگی نگردید. امروزه شعبه مرکزی این بانک کماکان در شهر سیه‌نا، ایتالیا قرار دارد و بخشی از سهام آن در بازار بورس ایتالیا معامله می‌شود.

## بحران مالی
این بانک که در نتیجهٔ اعطای وام‌های مخاطره‌آمیز با کسری سرمایه مواجه و از سوی بانک مرکزی اتحادیه اروپا به اصلاح عملکرد و متعادل کردن حساب‌های خود توصیه شده‌بود؛ برای جلوگیری از ورشکستگی در سال ۲۰۱۶ میلادی با تصویب پارلمان ایتالیا، وامی به مبلغ ۲۱ میلیارد یورو از دولت ایتالیا دریافت کرد.